# Luxor
Luxor o Lúxor (àrab: الأقصر, al-Uqṣur) és una ciutat d'Egipte enclavada a la governació de Qena, governada amb estatut autònom especial, situada a l'est del Nil, amb més de 415.000 habitants. El seu nom ve de l'àrab al-Úqsur, que vol dir l'Emmurallada o la Fortificada. La governació especial Lúxor tenia 414.389 habitants el 2004 (360.503 habitants el 1999). La superfície de l'àrea especial és de 55 km².

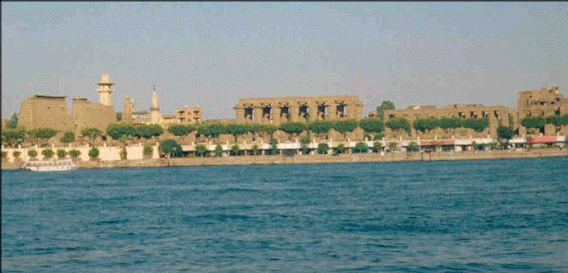
Luxor

## Descripció general
La ciutat té una zona central moderna; el barris perifèrics són pobres i no compten amb la majoria dels serveis bàsics. Els mercats populars no reuneixen les garanties higièniques dels mercats moderns i s'estableixen en ple carrer, sobretot a la tarda i a la nit, amb els productes barrejats, sense cap ordre. Els carrers principals del centre són Sharia al-Mahatta (on hi ha l'estació de tren); el carrer Sharia al-Karnak (que porta a Karnak), que després canvia el nom a Sharia-al-Markaz i finalment es diu Sharia al-Lokanda (a la part en què arriba a Karnak); i l'anomenat Corniched, prop del Nil. En aquests carrers trobem restaurants, hotels i bars, i algunes tendes on es ven alabastre, souvenirs i altres objectes com papirs, estatuetes, etc. i productes de consum local.

## Hidrografia, clima, relleu, vegetació
L'únic riu és, naturalment, el Nil, a la vora del qual és Luxor. El clima és calorós i sec. Les temperatures superen fàcilment els 40 °C a l'estiu. Tota la zona és completament plana. Només a uns centenars de metres del riu desapareix tota vegetació. A la vora de la ciutat la planta més abundosa és la palmera.

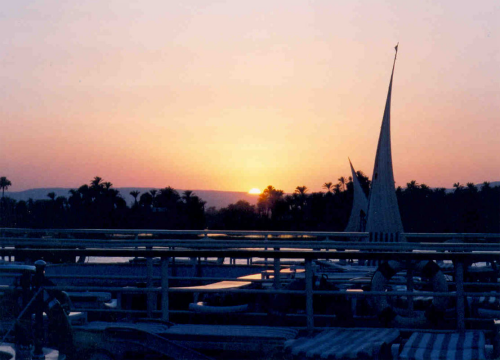
La famosa posta de sol del Nil a Luxor

## Entitats, festes
La ciutat és seu de nombroses entitats esportives, culturals, turístiques, polítiques i sindicals. El transport de persones es fa sovint amb calesses, els conductors de les quals són majoritàriament d'origen nubi.
El Museu de Luxor és un edifici modern. No és pas un edifici singular, però el seu contingut és força interessant. El Museu va obrir el 1975. Conté un cap de pedra d'Amenhotep III i el cap d'una deessa de la tomba de Tutankhamon. Es poden veure moltes escultures de pedra i altres materials i objectes de tota mena. Les restes de les pintures d'un temple construït a Karnak per Akhenaton també són allí. Hi ha, també, dos sarcòfags.
Durant tot l'estiu se celebra el Tourist Shopping Festival, que també es fa a altres ciutats, per afavorir que els turistes hi facin compres de productes locals.

## Població, economia

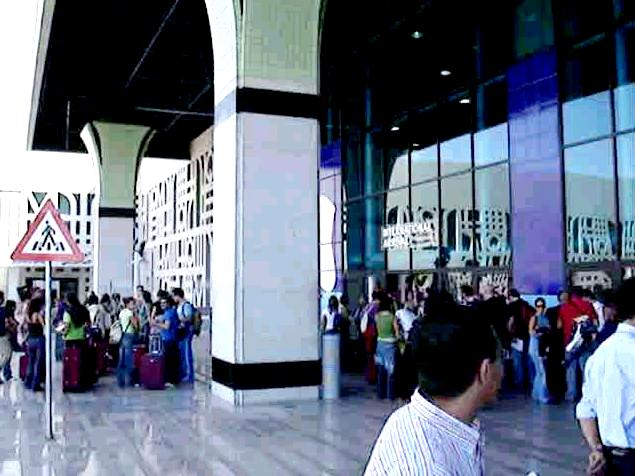
Aeroport Internacional de Luxor

La població ha augmentat considerablement els darrers anys, atreta pel boom del turisme. Tenia 12.000 habitants al final de la I Guerra Mundial, 30.100 habitants al cens de 1952 i gairebé els mateixos el 1960 (31.000). El 1982 tenia uns 84.00 habitants i va sobrepassar els 150.000 abans del 1995. El 2004 l'àrea de Luxor tenia 400.000 habitants, dels quals la majoria habiten la mateixa ciutat.
L'economia és bàsicament dependent del turisme, en el qual treballa una part de la població, en hotels i serveis. A la rodalia la gent es dedica a l'agricultura i a petits oficis artesans. Algunes persones es dediquen a la pesca al riu. Els que tenen animals, camells o cavalls, els lloguen per passejar turistes. Luxor és un centre comercial per a la regió, més pobre que el nord del país, però tot i així el comerç és limitat: podem trobar-hi joieries i tendes quasi exclusivament per a turistes, i es comercialitza amb tèxtils, productes del camp, peix, i altres articles a través de la via del riu, i ara sobretot per carretera.

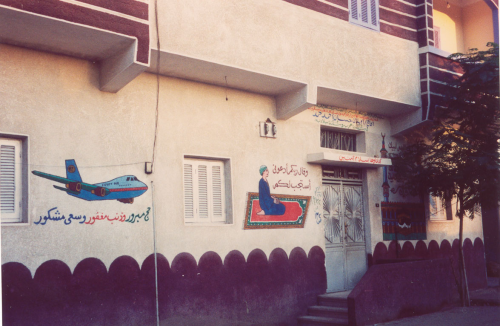
Cases d'emigrants a Luxor amb decoració al·lusiva als viatges

Un fenomen curiós és la gran quantitat de gent que ha anat a treballar fora i que ha estat enviant diners durant anys per poder construir una casa en bones condicions. A les façanes es fan referències visuals als viatges, les penalitats, la riquesa, etc. La decoració distingeix la casa d'un emigrant o un retornat de la d'un que no s'ha mogut mai. Una altra circumstància és que les cases que es construeixen (no sols les dels emigrants) inclouen generalment l'estructura d'una planta més elevada amb l'esperança de poder ampliar-la un dia potser per als fills.

## Edificis
Ja esmentats el Museu i l'Estació de tren, resten altres edificis destacats a la ciutat: el Banc Nacional; l'estació de Policia; la seu del govern local; la mesquita més antiga de la ciutat coneguda com El-Mekashkesh, amb les restes d'un santó musulmà del segle X que abans fou suposadament un monjo cristià; l'església franciscana; l'església copta; alguns hotels com el Mina Palace i l'Old Winter Palace Hotel; el Museu de Momificació; la seu del departament d'antiguitats (prop de l'entrada de Karnak) i el centre Franco-Egipci, que gestiona els temples des del 1967.

## Història

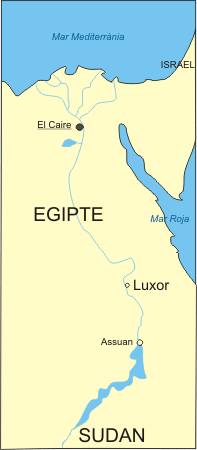
Localització de Luxor

Deba era una dependència de la ciutat de Ueset (Karnak) destinada als palaus. El nom en antic egipci, Taped, que es pronunciava Thaba en el dialecte menfita del copte, es va convertir pels grecs en Thethai i després Thebai o Teba o Tebes. Els hebreus l'anomenaren No-Ammon, i els grecs i romans Diòspolis o Diòspolis Magna. Als jeroglífics s'escriu Ap o Ape amb l'article T (femení) és a dir T-Ape, que podria voler dir "la capçalera" (de l'Alt Egipte). El seu deu principal fou Amon (després Zeus).
Fou capital d'un nomós del Antic Egipte (Wast o Waset) i per un temps capital del país durant bona part de l'Imperi mitjà i del Nou: va començar a tenir un paper destacat durant la dinastia XI (vers 2130-1990 aC) i fou capital d'Egipte del 2040 al 1991 aC. Amosis I la va tornar a fer capital el 1567 aC i ho va restar fins al 1085 aC, en què la capital va passar a la zona del Delta, si bé va conservar el paper de capital religiosa. Seu de governador i d'alguns reis, fou ocupada pels assiris vers el 674 i 671 aC. L'antiga Tebes fou destruïda per la invasió persa del 526 o 525 aC i Cambises va ordenar incendiar-la. Va passar després a Macedònia, fins a la mort d'Alexandre el Gran i durant el període ptolemaic fou teatre d'alguna lluita. Diodor hi va ser quan la ciutat fou ocupada per Ptolemeu X Làtir el 87 aC. Estrabó hi va ser durant l'expedició d'Eli Gal (25 aC o 24 aC) que va arribar a Elefantina.
Un terratrèmol a l'era cristiana i les destruccions dels coptes que consideraven els temples egipcis com a monuments pagans, van destruir tot el conjunt de temples de la ciutat deixant només els de Luxor i Karnak. Amb els àrabs el que quedava va acabar destruït o enterrat.
La vila medieval es va fundar al costat de les antigues ruïnes. Es coneixen alguns detalls de l'època mameluca. La seva importància moderna deriva principalment de ser el centre de recepció de turistes a causa de la seva situació geogràfica i les seves pròpies antiguitats.

## Monuments i llocs d'interès

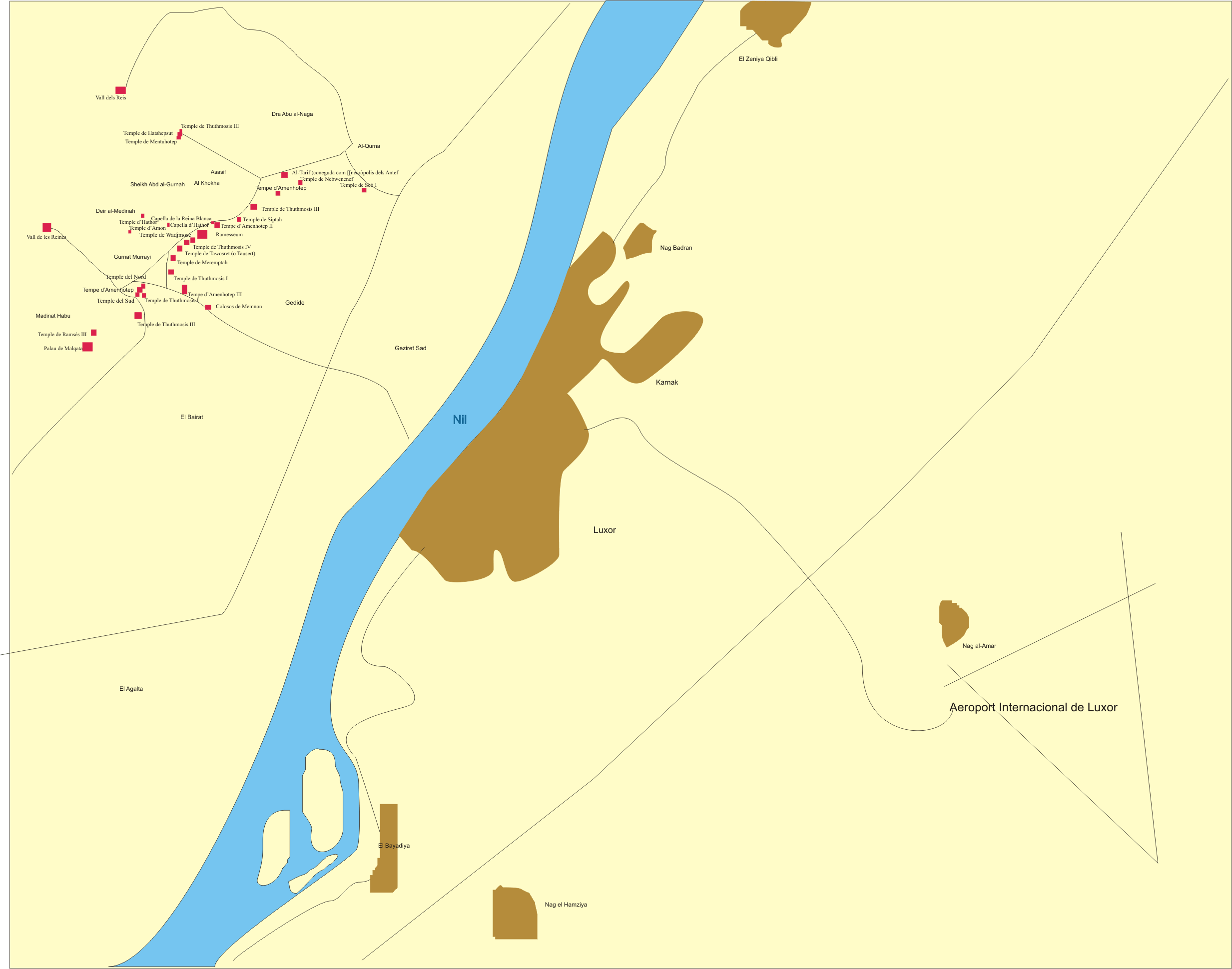
Mapa dels llocs principals de la regió de Luxor

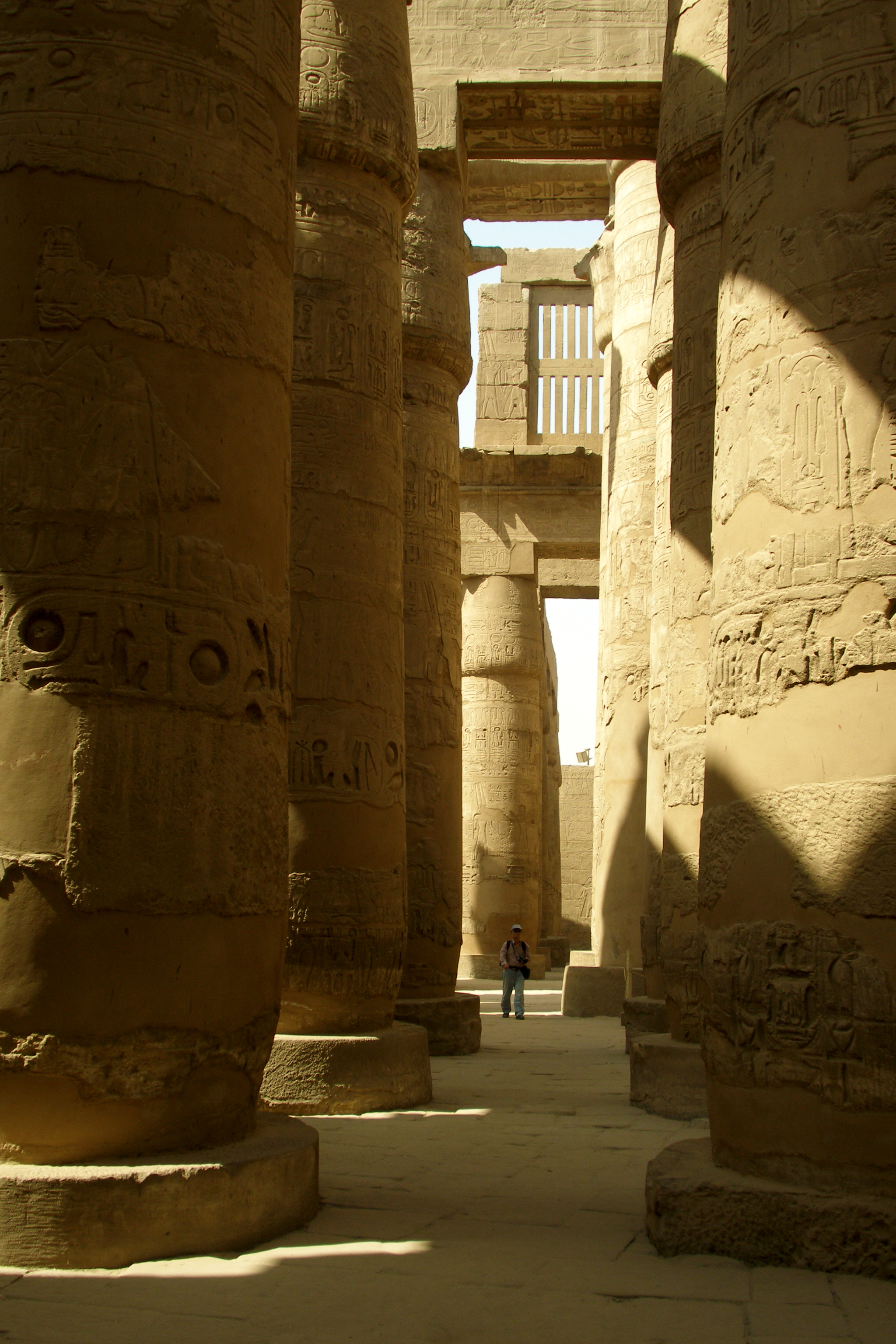
Temple de Karnak

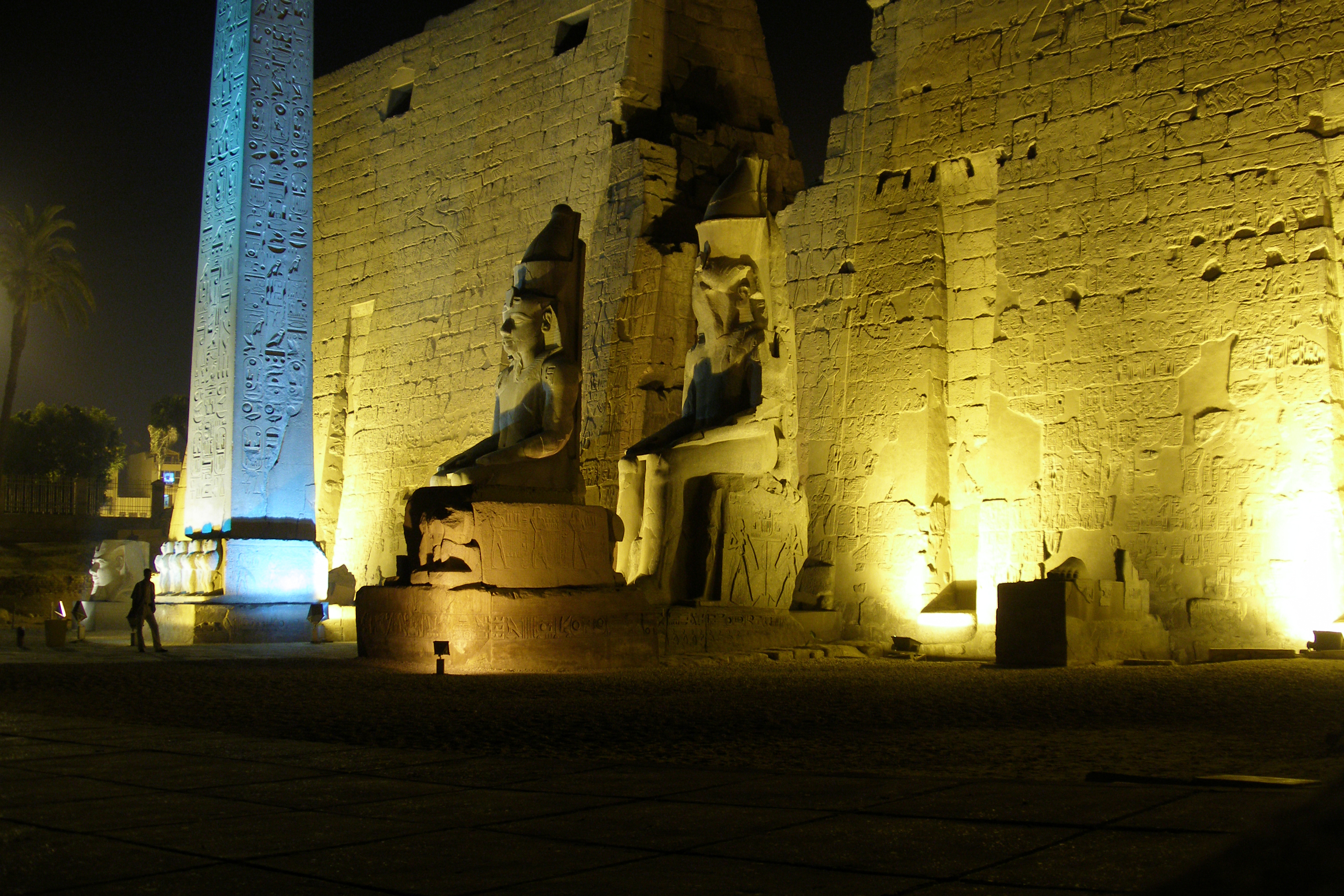
Temple de Luxor

- A la mateixa Luxor, a la riba Est, hi ha el temple de Luxor construït per Amenofis III, connectat per una avinguda coneguda per la dromos (construïda per Nectabeu I) amb el Temple de Karnak
- Temple de Karnak, amb el Temple de Mut
- Capella d'Acoris, lloc d'arribada de la barca sagrada d'Amon
- Capella romana de Luxor
- Vall dels Reis
- Vall de les Reines
- Vall dels nobles, amb les necròpolis de Gurnat Murrayi, Sheikh Abd al-Gurnah, Al-Khokha, Asasif, Dra Abu al-Naga, i Al-Tarif (coneguda com a necròpolis dels Antef)
- Palau de Malkatta
- Deir al-Madinah
- Temples de Deir al-Bari (Temple de Mentuhotep, Hatshepsut i Temple de Tuthmosis III)
- Ramesseum (temple mortuori de Ramsès II)
- Temple de Ramsès III a Madinet Habu
- Temple de Ramsès IV
- Temple de Tuthmosis I
- Temple de Tuthmosis II
- Temple de Tuthmosis III
- Temple de Tuthmosis IV
- Temple d'Amenhotep I
- Temple d'Amenhotep II
- Temple d'Amenhotep III i Colossos de Memnon
- Temple de Nebwenenef
- Temple de Siptah
- Temple de Tawosret
- Temple de Merneptah
- Temple d'Ai i de Horemheb
- El temple de Wadjmose és un petit temple entre el Ramesseum i el Temple de Tuthmosis IV a la zona de necròpolis de l'oest de Luxor, construït durant la dinastia XVIII per a Wadjmose fill de Tuthmosis I, potser per ordre del seu pare.[cal citació]
- Temple del Nord
- temple del Sud
- Capella de la Reina Blanca
- Temple d'Hathor (al costat la capella d'Hathor i el Temple d'Amon)
- Temple romà de Deir Shelwit

## Barris i entorn

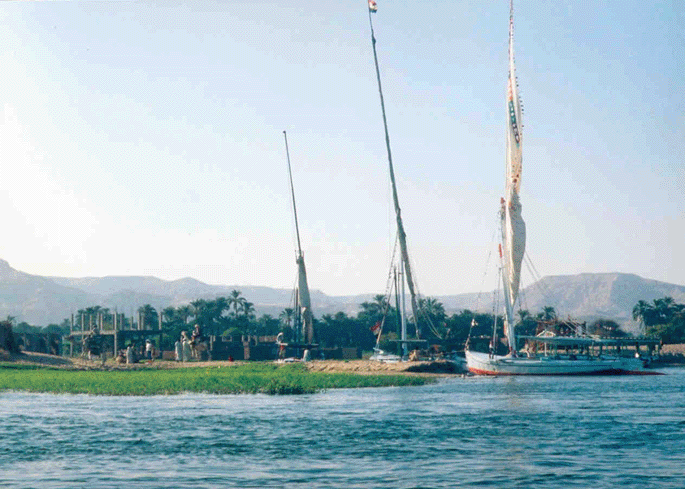
Zona de Luxor, a la banda oposada (oest) del riu Nil

La ciutat es compon de la mateixa Luxor i de Karnak (egipci antic Waset o Uaset), uns dos quilòmetres al nord, a l'altra banda del riu.
La riba oposada és fàcilment accessible a través de diverses barques de motor que fan el trajecte. També es pot fer amb les faluques (àrab faluqa o faluka) dels pescadors. Es tracta de mitja dotzena de poblets agrícoles i de pescadors (El Taref, Gedide o New Qurna, Geziret Sad, el Bairat, Al Ezba i El Agalta) coneguts en conjunt com Tebes Occidental.
L'aeroport està a uns 5 km, a Nag al-Amar. Altres pobles de la part oriental són Nag al-Hamziya i Al Bayadiya. Al nord de Karnak es troben Nag al-Tatani, Nag al-Malqata, Nag al-Fugani, Nag Badran i Al-Zeniya Qibli.